# Ray Collins (musicista)
Ray Collins (Pomona, 19 novembre 1936 – Claremont, 24 dicembre 2012) è stato un musicista statunitense, armonicista e cantante dei Mothers of Invention..

## Carriera
Tra i fondatori dei Mothers of Invention, abbandonò la band nel 1968, e collaborò per un lungo periodo con Frank Zappa.